# Nuoto di fondo ai campionati europei di nuoto 2018 - 10 km femminili
La gara dei 10 km in acque libere femminile si è svolta la mattina del 9 agosto 2018 e vi hanno partecipato 31 atlete.

## Medaglie
| Posizione | Atleti                | Paese       |
| --------- | --------------------- | ----------- |
| Oro       | Sharon van Rouwendaal | Paesi Bassi |
| Argento   | Giulia Gabbrielleschi | Italia      |
| Bronzo    | Esmee Vermeulen       | Paesi Bassi |

## Risultati
| Pos. | Atleta                | Nazionalità   | Tempo     |
| ---- | --------------------- | ------------- | --------- |
|      | Sharon van Rouwendaal | Paesi Bassi   | 1h54'45"7 |
|      | Giulia Gabbrielleschi | Italia        | 1h54'53"0 |
|      | Esmee Vermeulen       | Paesi Bassi   | 1h55'27"4 |
| 4    | Rachele Bruni         | Italia        | 1h55'40"6 |
| 5    | Finnia Wunram         | Germania      | 1h56'26"5 |
| 6    | Lara Grangeon         | Francia       | 1h57'22"0 |
| 7    | Lisa Pou              | Francia       | 1h57'22"8 |
| 8    | Arianna Bridi         | Italia        | 1h57'27"1 |
| 9    | Leonie Beck           | Germania      | 1h57'32"6 |
| 10   | Paula Ruíz            | Spagna        | 1h57'43"2 |
| 11   | Anna Olasz            | Ungheria      | 1h57'43"8 |
| 12   | Alice Dearing         | Gran Bretagna | 1h58'39"3 |
| 13   | Sofia Kolesnikova     | Russia        | 1h58'41"3 |
| 14   | Jazmin Carlin         | Gran Bretagna | 1h58'46"0 |
| 15   | Danielle Huskisson    | Gran Bretagna | 1h59'37"3 |
| 16   | Adeline Furst         | Francia       | 1h59'37"5 |
| 17   | Alena Benešová        | Rep. Ceca     | 2h00'49"2 |
| 18   | Onon Sömenek          | Ungheria      | 2h02'12"4 |
| 19   | Špela Perše           | Slovenia      | 2h02'21"9 |
| 20   | Melinda Novoszáth     | Ungheria      | 2h02'28"9 |
| 21   | Jeannette Spiwoks     | Germania      | 2h02'29"0 |
| 22   | María de Valdés       | Spagna        | 2h02'42"9 |
| 23   | Lenka Štěrbová        | Rep. Ceca     | 2h04'22"9 |
| 24   | Eden Girloanta        | Israele       | 2h04'24"0 |
| 25   | Anastasija Krapivina  | Russia        | 2h05'46"9 |
| 26   | Krystyna Panchishko   | Ucraina       | 2h09'45"0 |
| 27   | Carmen Mikušová       | Slovacchia    | 2h10'01"5 |
| 28   | Lucija Aralica        | Croazia       | 2h15'38"3 |
| —    | Angélica André        | Portogallo    | DNF       |
| —    | Kalliopi Araouzou     | Grecia        | DNF       |
| —    | Marija Novikova       | Russia        | DSQ       |